# シェンシーハコガメ
シェンシーハコガメ （陝西箱亀、学名：Cuora pani）は、イシガメ科ハコガメ属に分類されるカメ。

## 分布
模式標本の産地（模式産地）は平利県（陝西省）。和名は陝西（シェンシー）省に由来する。
中華人民共和国（雲南省南部、四川省北部、陝西省南部）固有種

## 形態
最大甲長17cm。オスよりもメスの方が大型になる。背甲は扁平で、上から見ると卵型。椎甲板にあまり発達しない筋状の盛り上がり（キール）がある。後部縁甲板は鋸状にならず滑らか。背甲の色彩は緑褐色で、甲板の継ぎ目（シーム）に暗褐色で縁甲板の外縁は黄色。腹甲は楕円形で、左右の肛甲板の間には浅い切れこみが入る。腹甲の色彩は黄色で、シームに沿って角張った黒や暗褐色の斑紋が入る。
頭部は小型。上顎の先端はほとんど突出しないが、僅かに鉤状にはなる。頭部背面の色彩は緑褐色や黄褐色で、眼後部から鼓膜にかけて黒い縁取りのある暗緑色や褐色の太い筋模様が入る。四肢の指趾には水掻きが発達する。頸部や四肢の背面の色彩は緑褐色で、四肢や尾の腹面および基部の色彩は淡黄色や灰緑色。
幼体は後部縁甲板が鋸状に尖るが、成長に伴い滑らかになる。オスは腹甲の中央部がやや凹むことがあり、左右の股甲板の間の切れこみの幅が広い。逆にメスは腹甲の中央部が平らかやや突き出す。

## 生態
標高420-1000mの渓流や水田等、およびその周辺に生息する。水棲傾向は強いとされる。
食性は雑食で、飼育下では昆虫類、甲殻類、巻貝、魚類、水草、果実等を食べた例がある。
繁殖形態は卵生。飼育下では7月に3個の卵を産んだ例がある。

## 人間との関係
種小名は潘忠国への献名で、英名と同義。
中華人民共和国では食用や薬用（癌の特効薬と信じられている）とされる。
開発による生息地の破壊や水質汚染、食用や薬用の乱獲等により生息数は激減している。
ペット用とされることもあり、日本にも輸入されていた。流通量は少なく中華人民共和国で保護が厳しくなったことに加え、2000年にハコガメ属がワシントン条約付属書II種に記載されたことで流通量はさらに激減した。現在は飼育下で繁殖された幼体が僅かに流通するのみとなっている。アクアテラリウムで飼育される。飼育下では人工飼料にも餌付く。